# ラミリーズ級戦列艦
ラミリーズ級戦列艦(Ramillies class ships of the line)はトーマス・スレードが設計したイギリス海軍の74門3等戦列艦。

## 設計
ラミリーズ級の設計はベローナ級やアロガント級に非常によく似ており、喫水下の船体にしか差異が無い。ラミリーズ級は2つのグループに分かれていて、王立造船所で建造された4隻は1760年4月25日に承認された初期の設計に基づいている。（ネームシップのラミリーズは当初ベローナ級として発注され、起工前に設計が変更された）スレードは民間造船所向けに改良型も設計し、こちらは1761年1月13日に承認された。

## 同型艦

### 初期型
工廠建造艦：
| 艦名             | 造船所         | 発注           | 進水          | その後     |
| ---------------- | -------------- | -------------- | ------------- | ---------- |
| ラミリーズ       | チャタム       | 1759年12月1日  | 1763年4月25日 | 1782年焼却 |
| モナーク         | デットフォード | 1760年11月22日 | 1765年7月20日 | 1813年解体 |
| マグニフィセント | デットフォード | 1762年4月15日  | 1767年9月20日 | 1804年難破 |
| マールバラ       | デットフォード | 1763年6月3日   | 1767年8月26日 | 1800年難破 |

### 改良型
民間建造艦：
| 艦名                       | 造船所                                                                 | 発注           | 進水           | その後     |
| -------------------------- | ---------------------------------------------------------------------- | -------------- | -------------- | ---------- |
| テリブル                   | ジョン・バーナード造船所（ハリッジ）                                   | 1761年1月1日   | 1762年9月4日   | 1781年戦没 |
| ラッセル                   | トーマス・ウェスト造船所（デットフォード）                             | 1761年1月1日   | 1764年11月10日 | 1811年売却 |
| インヴィンシブル           | ジョン&ウィリアム・ウェルズ造船所（デットフォード）                    | 1761年10月12日 | 1765年3月9日   | 1801年難破 |
| ロバスト                   | ジョン・バーナード造船所（ハリッジ）                                   | 1761年12月16日 | 1764年10月25日 | 1817年解体 |
| プリンス・オブ・ウェールズ | ヘンリー・バード&ロジャー・フィッシャー造船所 （ミルフォードヘイブン） | 1762年12月16日 | 1765年6月4日   | 1783年解体 |